# Henrique da Flandres
Henrique da Flandres, também conhecido como Henrique I de Hainaut e Henrique I de Constantinopla (Valenciennes, c. 1176 — Tessalônica, 11 de junho de 1216), foi o segundo imperador do Império Latino de Constantinopla.
Era um dos filhos mais novos de Balduíno V de Hainaut (mais tarde Balduíno VIII, conde da Flandres) e de Margarida I da Flandres, irmã de Filipe da Alsácia, conde da Flandres.
Tendo-se juntado à Quarta Cruzada por volta de 1201, distinguiu-se durante o cerco de Constantinopla em 1204 e noutras ocasiões, e depressa ganhou renome e influência entre os príncipes do novo Império Latino. O imperador bizantino Aleixo V Ducas armou-lhe uma emboscada em Filia, mas o seu exército desbaratou os bizantinos e pô-los em fuga.
Quando o seu irmão mais velho, o imperador Balduíno I foi capturado na batalha de Andrianópolis em abril de 1205, Henrique foi escolhido para desempenhar a regência do império, subindo ao trono quando chegaram as notícias da morte de Balduíno. Foi coroado a 20 de agosto de 1205.
Henrique demonstrou ser um governante prudente, cujo reino se caracterizou por conflitos vitoriosos com Joanitzes da Bulgária, e com o seu rival Teodoro I Láscaris,  imperador de Niceia. Henrique parece ter sido belicoso mas não cruel, e tolerante sem ser fraco. O imperador morreu envenenado a 11 de junho de 1216, alegadamente pela sua esposa búlgara Maria, filha de Joanitzes e enteada de Boril.
Tinha sido casado anteriormente (em 1204) com Inês de Montferrato, filha de Bonifácio I de Monferrato, o comandante cruzado, mas esta faleceu (provavelmente de parto) antes da morte do seu pai em 1207.
Alguns historiadores contemporâneos afirmam que Henrique fez a paz com os Búlgaros depois da morte do rei Joanitzes. Anos mais tarde, o papa Inocêncio III ordenou que Henrique se casasse com a única filha de Joanitzes, Maria. Isabel, a filha única de Henrique, do seu primeiro casamento com Inês, morreu de parto e o segundo casamento do imperador não deixou descendência.